# Cláudia Barthel
Claudia Barthel (Palmitos, Santa Catarina, 19 de março de 1972) é uma jornalista brasileira.

## Biografia
Claudia está no ar desde 1990, quando começou a trabalhar como apresentadora em uma afiliada da antiga Rede Manchete, a TV Cabrália, em Itabuna, sul da Bahia. Na mesma cidade ela ainda trabalhou na afiliada da Rede Globo, a TV Santa Cruz, como editora, produtora, repórter e apresentadora. O trabalho nessa região rendeu à jornalista um Troféu Imprensa como melhor apresentadora da Bahia.
Assim que sua primeira filha, Luanda, nasceu, ela voltou a morar em Santa Catarina, sua terra natal. Em Chapecó, oeste do estado, trabalhou na RBS (afiliada da Rede Globo) chefiando o Jornal do Almoço. Graças a esse trabalho, em 1996, foi convidada por Luis Erlanger, entao diretor editorial da Central Globo de Jornalismo a trabalhar na Tv Globo do Rio de Janeiro onde apresentou o Globo Comunidade e foi repórter da Globo Rio. Suas reportagens sobre cultura e o dia a dia eram exibidas no Jornal da Globo, Bom Dia Brasil, Bom Dia Rio e RJTV.
Em passagem pela Rede Manchete, também no Rio, onde apresentou vários jornais, entre eles, Edição da Tarde e Jornal da Manchete, no lugar de Márcia Peltier. Mais tarde dividiu a bancada com Augusto Xavier, no mesmo jornal. Em 1999 recebeu uma homenagem de Chico Buarque que compôs a canção "Sonhos sonhos são", de seu CD As Cidades, em sua homenagem.
Claudia Barthel apresentou o último jornal da Rede Manchete em 1999 no Rio de Janeiro e o primeiro jornal da RedeTV! já em São Paulo em junho do mesmo ano, o Primeira Edição. No inicio da emissora paulista, apresentou o Jornal da TV e o RTV!. Em setembro de 2000 pediu uma licença na RedeTV! e passou uma temporada em Seattle, nos Estados Unidos, onde estagiou na KOMO-TV.[carece de fontes?] Voltou ao Brasil em janeiro de 2001 porque foi chamada por Alberico de Sousa Cruz, então superintendente de jornalismo da Rede TV!, para apresentar o Jornal da TV em São Paulo. Em janeiro de 2004 deu à luz sua segunda filha, Luna Clara.
Em junho do mesmo ano, voltou da licença maternidade, mas agora passando a apresentar o TV Esporte Notícias no mesmo canal, ao lado respectivamente de Fernando Vanucci (junho a setembro de 2004), Cristina Lyra (setembro de 2004 a abril de 2005), José Carlos Bernardi (abril a junho de 2005) e, posteriormente, de Augusto Xavier (junho de 2005 até novembro de 2008). Também apresentou o noturno Leitura Dinâmica.
Em 2008 sofreu um grave acidente de moto, e teve de se afastar da apresentação do TV Esporte Notícias, sendo substituída por Flávia Noronha.
Em 2010, voltou ao horário nobre da televisão passando a apresentar ao lado de Augusto Xavier o RedeTV! News. No mesmo ano recebeu o prêmio Super Cap de Ouro, como destaque na apresentação de telejornal. Em dezembro de 2012 chegou a entrar para a lista de funcionários dispensados da RedeTV! por causa de grandes cortes da emissora, mas teve o seu contrato com a emissora renegociado. Entre julho de 2013 e abril de 2016, Claudia apresentou o Good News, programa semanal jornalístico da RedeTV somente de notícias sobre meio ambiente. Cláudia ficou na RedeTV por vinte anos, de onde saiu em novembro de 2019. Em setembro de 2020, ela passou a apresentar o programa Empresários de Sucesso, no canal BandNews TV. Em 28 de março de 2022, Cláudia Barthel é contratada pela Jovem Pan e assume o jornal Headline News. Em 08 de março de 2023, Cláudia deixa a Jovem Pan, junto da repórter Kallyna Sabino.

## Filmografia
| Ano     | Nome                   | Cargo         | Emissora       |
| ------- | ---------------------- | ------------- | -------------- |
| 1996-97 | Globo Comunidade RJ    | Apresentadora | TV Globo Rio   |
| 1997-98 | Rede Brasil            | Repórter      | TVE Brasil     |
| 1998-99 | Jornal da Manchete     | Apresentadora | Rede Manchete  |
| 1999    | Primeira Edição        | Apresentadora | TV!            |
| 1999-00 | RTV!                   | Apresentadora | Rede TV!       |
| 2001-04 | Jornal da TV           | Apresentadora | Rede TV!       |
| 2004-08 | TV Esporte Notícias    | Apresentadora | Rede TV!       |
| 2005-09 | Leitura Dinâmica       | Apresentadora | Rede TV!       |
| 2010-12 | RedeTV! News           | Apresentadora | Rede TV!       |
| 2012    | Leitura Dinâmica       | Apresentadora | Rede TV!       |
| 2012-16 | Good News              | Apresentadora | Rede TV!       |
| 2019    | Empresários de Sucesso | Apresentadora | BandNews TV    |
| 2022-23 | Headline News          | Apresentadora | Jovem Pan News |